# Pop-off (meccanica)

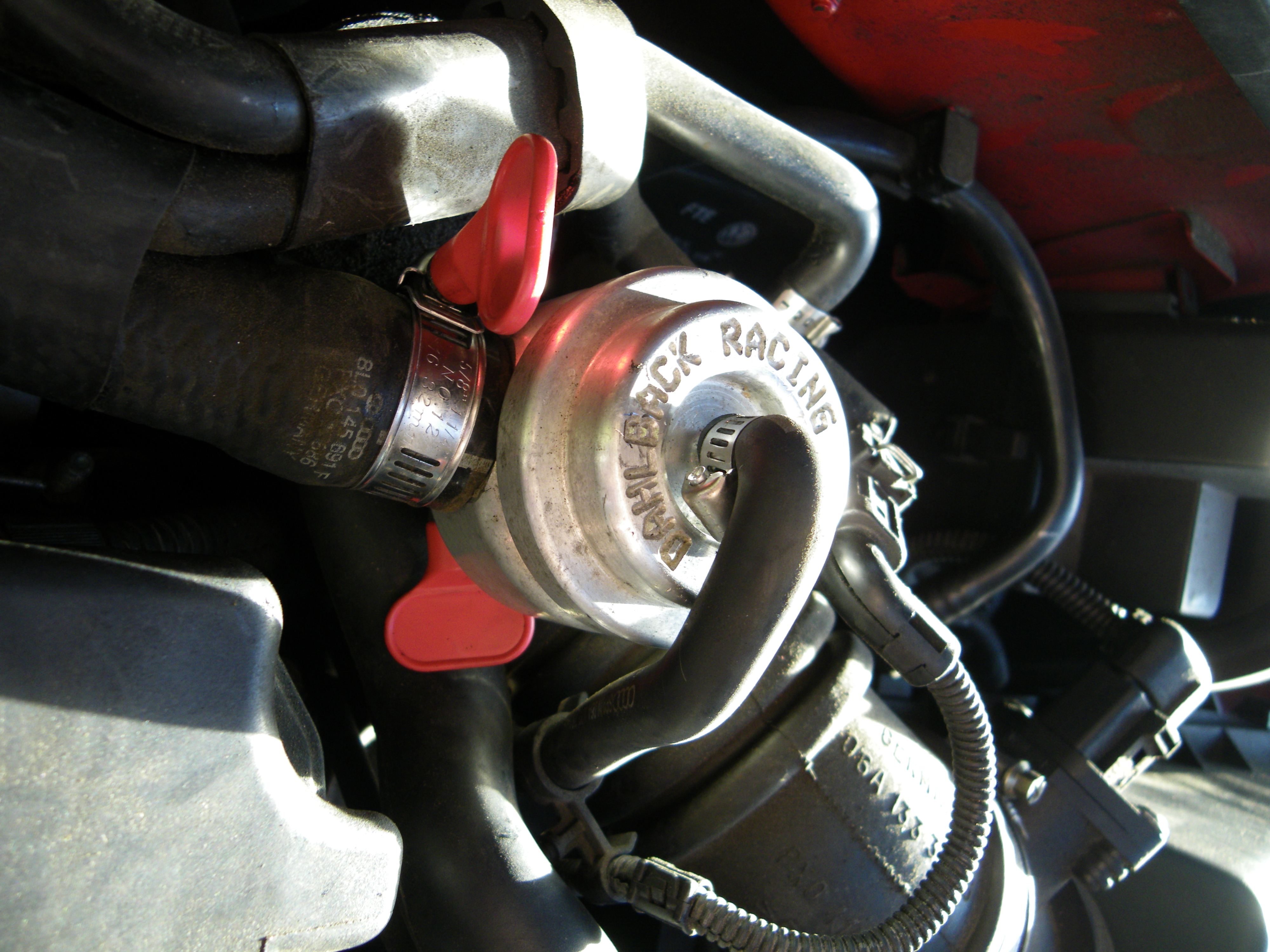
Valvola Pop-off

Nel motore endotermico, la pop-off (o blow off) è una valvola limitatrice di pressione (posizionata sulla girante lato aspirazione), utilizzata per controllare e/o limitare la pressione massima esercitata da un compressore, generalmente un turbocompressore, nelle fasi di rilascio dell'acceleratore, ovvero quando l'aria immessa nei collettori di aspirazione è superiore alla quantità richiesta dal motore stesso.

## Funzione
Facendo riferimento ad un sistema di sovralimentazione basato su di un turbocompressore, la valvola di pop-off è posta sul condotto d'uscita del compressore, che comprime l'aria in aspirazione, questo perché in alcune situazioni il compressore può trovarsi a comprimere dell'aria che non si riesce a immettere nel motore (turbina in piena fase di espansione e valvola del gas chiusa, con motore che diminuisce rapidamente di giri), che provoca un aumento della pressione a monte della valvola gas disazionata.
In questa particolare condizione il turbocompressore lavora in una zona detta "surge" o "pompaggio" (vedere i diagrammi dei compressori) cioè il compressore non riuscendo a spingere in avanti l'aria tende ad avvitarsi su di essa aumentando la forza sul cuscinetto reggispinta fino alla rottura dello stesso; inoltre il picco di pressione che viene a crearsi all'interno del collettore d'aspirazione (il cosiddetto "colpo d'ariete") può avere conseguenze deleterie per lo stesso e per il motore.
La valvola pop-off serve appunto a far uscire l'aria che non viene consumata e ridurre la pressione a valle del compressore per salvaguardare il turbocompressore ed il motore.

## Funzionamento
Vi sono principalmente due principi di base di funzionamento delle valvole pop-off:
- a picco di pressione: l'intervento della valvola avviene al verificarsi del picco di pressione nel momento di chiusura della valvola del gas. Il valore della pressione di apertura viene regolato prima del montaggio in vettura (pop off da competizione).
- a pressione-depressione: l'intervento della valvola, che di solito non ha regolazioni, si basa sulla differenza di pressione a monte e a valle della farfalla del gas; quando, infatti, all'atto della chiusura della valvola, cresce la pressione a monte della farfalla, si crea depressione a valle della stessa. Queste due pressioni, intervengono in maniera diversa sulla membrana della pop-off, aprendola e permettendo all'aria compressa in eccesso di fuoriuscire all'esterno o all'interno dei condotti a seconda del tipo di valvola. Le valvole pop off montate di serie su autoveicoli turbocompressi, funzionano con questo principio e permettono una maggiore stabilità sulle pressioni a monte della valvola gas.

## Tipi
Vi sono due tipi di valvole pop-off:

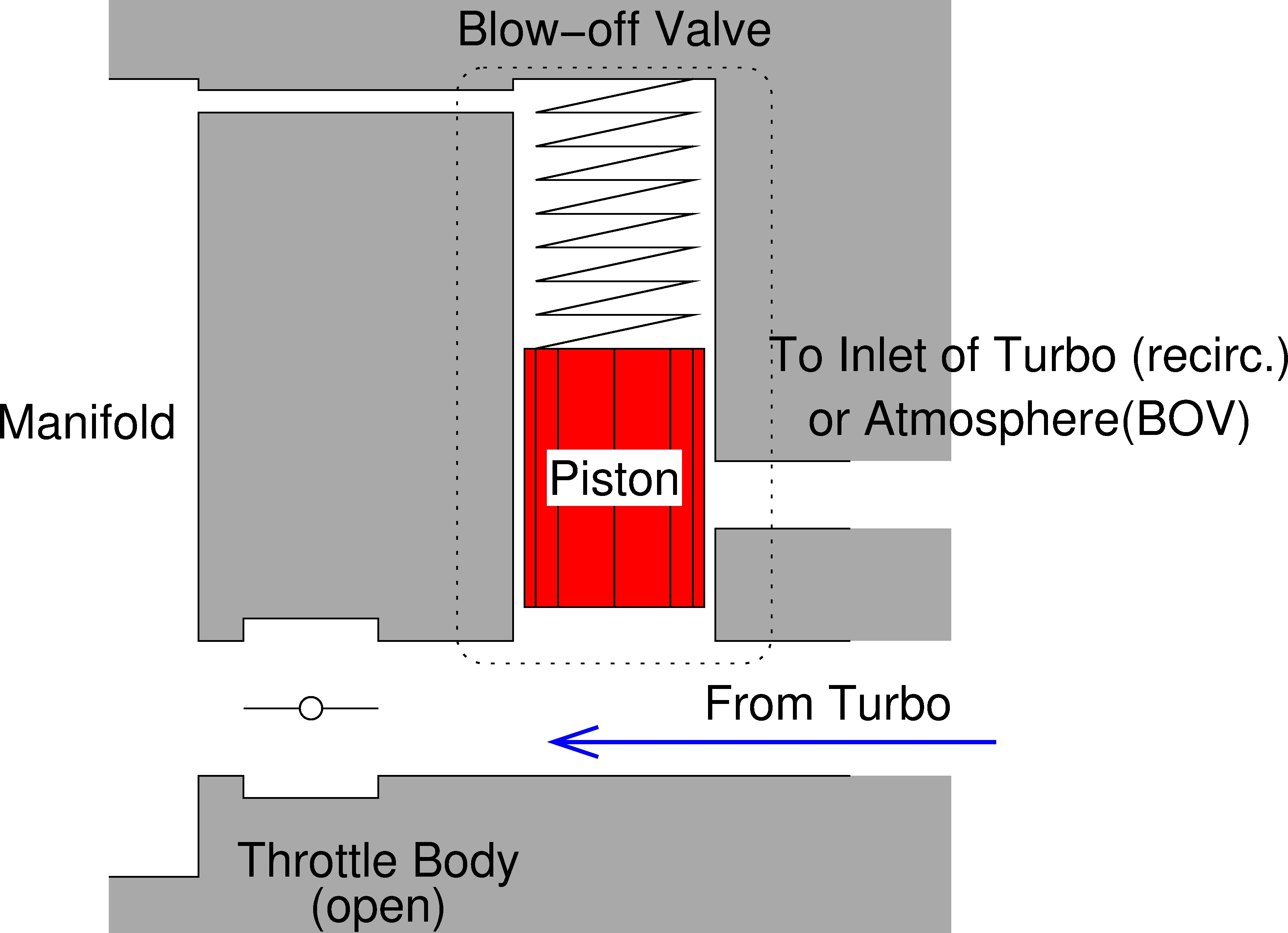
Valvola gas aperta, valvola blow-off chiusa

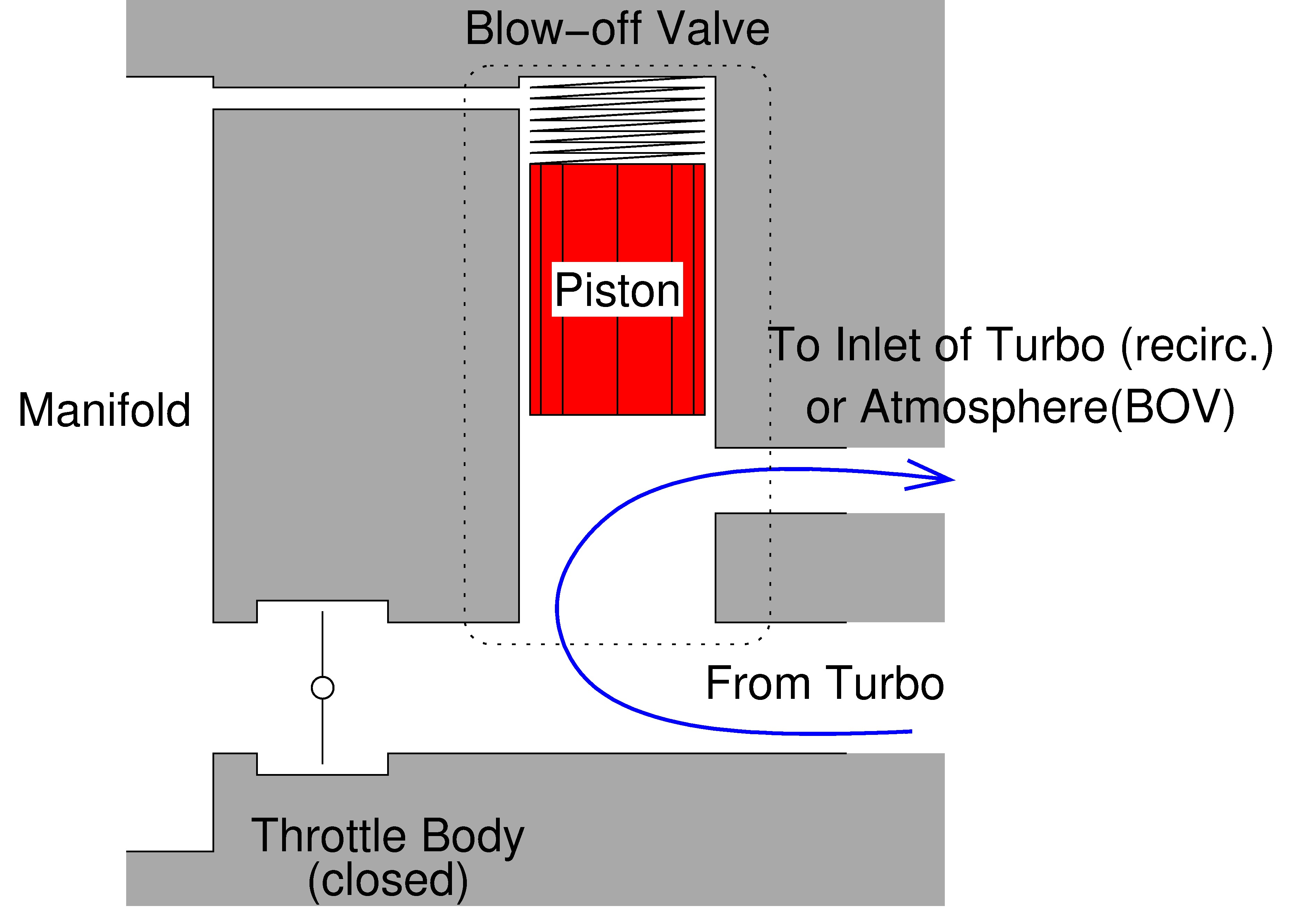
Valvola gas chiusa, valvola blow-off aperta

- A ricircolo (compressor bypass valve o CBV nel gergo anglosassone): è utilizzata sulla maggior parte delle vetture di serie, poiché lo sfiato dei gas in eccesso viene convogliato nuovamente tramite un by-pass in prossimità della scatola filtro motore, diminuendo così i rumori esterni e quindi rientrando nei parametri di omologazione della vettura; inoltre, il ricircolo nel condotto consente un minore "turbo-lag" dovuto al fatto che il condotto dell'aria lavora con una minore depressione. Viene utilizzata principalmente nelle vetture dotate di debimetro, poiché reimmette aria che il debimetro aveva già "pesato".

- A sfiato esterno (blow-off o BOV nel gergo anglosassone) o scarico libero: è utilizzata specialmente nelle vetture preparate, poiché di materiale diverso (quelle di serie sono di plastica, quelle aftermarket solitamente in alluminio o ergal) e talvolta sono regolabili nella taratura di pressione prima dell'apertura della valvola. A orecchio sono riconoscibili per l'inconfondibile sbuffo al rilascio dell'acceleratore. Questa era la soluzione usata in Formula 1 e nella serie Cart dove la valvola pop-off era visibile in quanto sbucava fuori dalla carrozzeria del cofano motore tramite un foro che la rendeva ben visibile.